# Cosberella
Genre
Cosberella est un genre de collemboles de la famille des Hypogastruridae.

## Liste des espèces
Selon Checklist of the Collembola of the World (version du 9 novembre 2019) :
- Cosberella acuminata (Cassagnau, 1952)
- Cosberella arborea (Fjellberg, 1992)
- Cosberella conatoa Wray, 1963
- Cosberella denali (Fjellberg, 1985)
- Cosberella hibernica (Fjellberg, 1987)
- Cosberella lamaralexanderi Bernard, 2006
- Cosberella mendozarum Palacios-Vargas & Castaño-Meneses, 2019
- Cosberella navicularis (Schött, 1893)
- Cosberella yoshiana (Babenko, 2000)

## Publication originale
- Wray, 1963 : Collembola of North America; Part I, Hypogastrurinae. Journal of the Tennessee Academy of Science, vol. 38, no 3, p. 101-104.